# Gunnar Sörbom
Nils Gunnar Theodor Sörbom, född 2 augusti 1899 i Bräcke församling, död 5 september 1992 i Uppsala, var en svensk skolman och författare. Han var rektor vid Norrköpings högre allmänna läroverk från 1950 till 1962. Han disputerade för filosofie doktorsgrad vid Uppsala universitet 1935 och blev samma år docent i latinska språk.